# Pechino Express
Pechino Express  è un programma televisivo italiano di genere reality e avventura in onda dal 2012 al 2020 su Rai 2 e dal 2022 su Sky Uno, in streaming su Now ed in replica su TV8, adattamento del format belga-olandese "Peking Express" creato da Ludo Poppe.

## Format
Il format del programma in una gara tra coppie di conoscenti, famosi e no, che si sfidano lungo un percorso attraversante più nazioni per raggiungere una determinata meta in un viaggio a tappe di alcuni giorni. Ogni concorrente ha a disposizione una dotazione minima contenuta in uno zaino e un euro al giorno in valuta locale con cui dovrà soddisfare i suoi bisogni primari. Le coppie non possono utilizzare il denaro per pagare i mezzi di trasporto, anche se possono farsi pagare il biglietto di un mezzo pubblico da parte degli abitanti della zona.
Sui vari percorsi sono presenti delle piccole "missioni" che le coppie devono affrontare per poter avanzare nel gioco. A metà del percorso viene posto un traguardo intermedio, dove si trova il libro rosso di Pechino Express che le coppie devono firmare per attestare il loro arrivo. Qui si svolge la sfida più importante di ciascuna tappa tra le prime coppie arrivate: la prova immunità o prova vantaggio. A partire dalla quarta edizione in alcune puntate la prova non è stata proposta. Al traguardo finale è invece posizionato soltanto un tappetino rosso. La coppia vincitrice di ogni tappa viene premiata con una medaglia a cui sono associati 5.000 euro in gettoni d'oro da devolvere in beneficenza a un'associazione del luogo. Nel corso della cerimonia di premiazione il conduttore decreta l'ordine di arrivo di tutte le coppie; i vincitori avranno il compito di decidere quale delle ultime due coppie arrivate sarà eliminata.
Nella settima edizione, le coppie a rischio eliminazione che arriveranno ultime nel traguardo di tappa salgono a tre, di cui una viene salvata dalla coppia vincitrice di tappa e un'altra viene salvata a maggioranza dal gruppo dei viaggiatori.
Nell'ultima puntata del programma le tre coppie rimaste si sfidano nello sprint finale per giungere al traguardo definitivo; nella prima parte di quest'ultima tappa vengono decise le due coppie finaliste, mentre nella seconda parte viene dichiarata la coppia vincitrice.
Dopo otto edizioni trasmesse su Rai 2, il 21 luglio 2020 viene ufficializzato il passaggio del reality su Sky Uno.

## Elementi del gioco

### Libro rosso
È il libro simbolo di Pechino Express in quanto raccoglie le firme dei concorrenti una volta che raggiungono il traguardo intermedio. Decreta dunque la partecipazione o meno alla prova immunità/prova vantaggio. Ogni coppia ha diritto a firmare solo dopo che entrambi i componenti hanno toccato il libro rosso.

### Traguardo dell'immunità o del vantaggio
È una novità dalla quarta edizione. La prima coppia che lo raggiunge guadagna l'immunità/vantaggio, mentre l'ultima subisce una penalizzazione. Viene proposto solo in alcune puntate, quando non è possibile organizzare la prova intermedia. A partire dalla quinta edizione è stato aggiunto il traguardo del vantaggio dove la prima coppia che lo raggiunge guadagna un vantaggio sulle altre coppie insieme ad un bonus.
Nell'undicesima edizione non vengono svolte prove vantaggio/immunità, di conseguenza queste due caratteristiche del gioco vengono assegnate alle prime due coppie a raggiungere il Libro rosso alla tappa intermedia. La prima coppia si aggiudica l'immunità, un bonus e la possibilità di assegnare un malus alla successiva ripartenza; la seconda coppia invece guadagna una posizione nella classifica finale di tappa.

### Prove

#### Prova immunità
È una prova alla quale vi prendono parte le prime due, tre o quattro coppie a raggiungere il traguardo intermedio. La coppia vincitrice della prova non potrà essere eliminata al traguardo finale della tappa, e quindi ottiene di diritto l'accesso alla tappa successiva, oltre ad alcuni benefici come un confortevole alloggio notturno o un'esperienza speciale nel corso del viaggio e l'opportunità di rallentare il percorso delle coppie avversarie assegnando un eventuale handicap. 

#### Prova vantaggio
Nella prova vantaggio la coppia vincitrice riceve un bonus che agevola la sua posizione finale al traguardo di tappa (guadagnando una posizione in classifica oppure, solo nella settima edizione, due), ma non è esclusa da un'eventuale eliminazione. 
Nell'ottava edizione, le coppie che si qualificano per la prova vantaggio, non devono cercare alloggio per la notte.

#### Prova svantaggio
Questa prova è stata effettuata solo nella settima tappa della settima edizione. In questa prova, partecipano le ultime due coppie arrivate al Libro Rosso di Pechino Express dove chi perde dovrà viaggiare con un handicap fino al traguardo di tappa.

### Buste
La busta viene consegnata a inizio tappa alla coppia vincitrice della puntata precedente e non deve essere aperta fino alla fine dell'intera tappa. Al traguardo finale la busta viene riconsegnata al presentatore che la aprirà solo dopo la comunicazione del nome della coppia a rischio eliminazione.

#### Busta nera
La coppia arrivata prima al traguardo finale ha la possibilità di nominare una tra le ultime due arrivate. Il foglio all'interno della busta nera può recitare la scritta: Eliminati o Non eliminati. Nel primo caso la coppia esce dal gioco, nel secondo caso la coppia si salva.
In alcune tappe, la coppia eliminata dalla Busta nera riceve un'altra possibilità, infatti se supera una missione può rientrare in gara nella tappa successiva mentre in caso contrario viene eliminata definitivamente. Nella quinta edizione la coppia in questione diventa coppia dormiente mentre nella settima edizione diventa coppia velata. In entrambi i casi la missione era quella di catturare tre coppie all'interno di un multivan.
Nella prima edizione la busta nera era presente solo dalla settima tappa e stabiliva se l'ultima coppia arrivata doveva uscire o meno dal gioco, nelle precedenti puntate invece la coppia eliminata da quella vincitrice della tappa usciva definitivamente dalla gara. Da allora, la Busta nera è diventata una costante del programma. Nella quarta e quinta edizione le coppie che si sono salvate grazie alla busta nera sono state accompagnate da un "passeggero misterioso" nella tappa successiva.
Nella settima edizione la coppia arrivata per prima al traguardo finale ha invece la possibilità di salvarne una tra le ultime tre arrivate, sarà poi una votazione di tutto il gruppo di concorrenti a stabilre quale sarà quella che andrà a rischio eliminazione con la busta nera.

#### Busta d'oro
Questa novità, introdotta nella sesta edizione, prevede che la coppia vincitrice della tappa possa decidere tra l'eliminazione diretta di una delle due coppie arrivate ultime al traguardo o una sfida tra le stesse nella tappa successiva: chi perde la sfida viene eliminato.

### Stelle
È una novità della sesta edizione. La coppia vincitrice dell'immunità e la coppia vincitrice di tappa guadagnano una stella, la quale darà loro un vantaggio nella tappa successiva. Inoltre, la coppia che avrà guadagnato più stelle avrà anche un ulteriore vantaggio nella tappa finale.

### Palette
Nella settima edizione il momento dell'eliminazione è stato cambiato: a rischio non vanno più le ultime due coppie, bensì le ultime tre e chi andrà a casa sarà deciso dal resto del gruppo che voterà con le palette (e non più dai vincitori della tappa, i quali votano solo in caso di parità).

### Handicap
L'handicap più comune di Pechino Express è il compimento di una missione extra oppure la consegna a una coppia, scelta dai vincitori della prova immunità/vantaggio, di un oggetto da riportare intatto alla fine della tappa. Tuttavia ve ne possono essere altri presenti anche all'interno della tappa.

### Automarcia
È un'auto messa a disposizione dalla produzione all'insaputa dei concorrenti nella seconda edizione. Questo mezzo dall'aspetto molto curato ha girato le strade percorse dalle coppie, e chi vi si è avvicinato in cerca di autostop ha ricevuto un passaggio gratuito; una volta saliti a bordo i concorrenti hanno ascoltato un messaggio audio che li informava del fatto che l'automarcia li avrebbe ricondotti indietro fino al termine della riproduzione del brano Il carrozzone di Renato Zero.

### Bandiere
Le bandiere sono uno dei possibili handicap assegnati ad una coppia. 

#### Bandiera nera
La bandiera nera viene consegnata ad una coppia in modo casuale oppure dal presentatore o anche, di solito, dalla coppia vincitrice della prova vantaggio/immunità a un'altra coppia avversaria. La bandiera nera può essere successivamente passata ad altri concorrenti non appena chi la detiene la sventola di fronte agli avversari, i quali sono tenuti a scendere dai mezzi su cui viaggiano; inoltre, chi ha appena passato di mano la bandiera non può riceverla per i successivi trenta minuti. La coppia che è in possesso di questo handicap entro un certo limite dalla fine della tappa (contrassegnato da una bandiera di Pechino Express) è retrocessa di una posizione. La bandiera nera viene disattivata per tutta la durata della notte. Se la produzione scopre che la bandiera è stata volutamente ignorata, scatta una penalizzazione.
Nella terza edizione assieme alla bandiera le coppie dovevano portare con sé anche la Marchesa Daniela del Secco D'Aragona (definita la Marchesa Nera), già concorrente della seconda edizione di Pechino Express.
Nella quarta edizione invece a un certo punto della tappa le coppie hanno dovuto pescare casualmente tra cinque cilindri, uno dei quali conteneva la bandiera che è durata due giorni. Similmente, nella quinta edizione i concorrenti hanno scelto a metà tappa una tartaruga di peluche che poteva contenere al suo interno la bandiera.
Nella sesta invece, la bandiera nera è stata usata solo nella prima parte della settima tappa, fino alla prova vantaggio.
Nell'undicesima edizione assieme alla bandiera le coppie dovevamo portare con sé l'inviato Fru, portatore della Fru Flag, già concorrente della nona edizione di Pechino Express.

#### Bandiera rosa
È stato un tipo di handicap assegnato dalla coppia vincitrice della prova immunità a una avversaria nella seconda edizione; è consistito nell'accompagnare una maialina di nome Angelina tenuta per mezzo di un guinzaglio. La bandiera rosa, se sventolata davanti a una coppia avversaria, ha permesso agli accompagnatori del maialino di passare l'handicap agli altri concorrenti, similmente alla bandiera nera, e la possibilità di non riceverlo dagli stessi avversari per i successivi trenta minuti. La coppia che ha visto la bandiera è inoltre stata obbligata a lasciare il mezzo di trasporto sul quale stava viaggiando. La bandiera rosa è rimasta attiva fino a pochi chilometri dal traguardo, dove la coppia con la maialina ha dovuto attendere quindici minuti prima di ripartire, al fine di nutrire la maialina con il cibo e l'acqua forniti loro dalla produzione. Il possesso di essa non ha comportato ulteriori penalizzazioni.

#### Bandiera avvelenata
La bandiera avvelenata, che ha fatto il suo esordio nella nona edizione, è stato un handicap assegnato all'inizio di una nuova tappa dalla coppia vincitrice della tappa precedente a un'altra coppia avversaria. La bandiera avvelenata, come la bandiera nera, può essere successivamente passata ad altri concorrenti non appena chi la detiene la sventola di fronte agli avversari, con l'handicap aggiuntivo di portare con sè una terza persona insieme alla bandiera. La coppia che è in possesso di questo handicap al Libro rosso è retrocessa di una posizione. La bandiera avvelenata viene disattivata per tutta la durata della notte e durante le missioni.

#### Bandiera tigrata
La bandiera tigrata, che ha fatto il suo esordio nella decima edizione, è stato un handicap assegnato dalla coppia vincitrice della prova immunità a una avversaria. La bandiera tigrata, come la bandiera nera e quella avvelenata, può essere successivamente passata ad altri concorrenti non appena chi la detiene la sventola di fronte agli avversari costringendoli a cambiare il mezzo di trasporto che stava utilizzando in qual momento, con l'handicap aggiuntivo di portare con sè una terza persona insieme alla bandiera, un corpulento uomo sul quale è dipinta una tigre che deve essere ritoccata ogni qualvolta il disegno si rovina. La bandiera tigrata viene disattivata per tutta la durata della notte e durante le missioni.

#### Bandiera rossa
La bandiera rossa, da non confondersi con la bandiera utilizzata per segnalare i luoghi delle prove e le tappe intermedie, ha fatto il suo esordio nella quinta puntata della decima edizione ed è stato un handicap utilizzato dalla coppia provvisoria per penalizzare le altre coppie in gara; quando sventolata davanti all'auto con a bordo una coppia avversaria, questa è stata costretta a scendere dall'auto e attendere 10 minuti prima di ripartire, al contempo la bandiera poteva essere usata anche per toccare un componente della coppia avversaria, anche in questo caso la coppia doveva attendere 10 minuti prima di continuare il viaggio. Le due tipologie di penalità potevano essere sommate e le coppie affette conteggiavano i minuti di attesa con una clessidra data loro in dotazione.

#### Bandiera leopardata
La bandiera leopardata, che ha fatto il suo esordio nella dodicesima edizione, è stato un handicap assegnato dalla coppia vincitrice della tappa precedente a una avversaria. La bandiera tigrata, come la bandiera nera, quella avvelenata e quella rossa, può essere successivamente passata ad altri concorrenti non appena chi la detiene la sventola di fronte agli avversari costringendoli a cambiare il mezzo di trasporto che stava utilizzando in qual momento, con gli handicap aggiuntivi di portare con sè una terza persona insieme alla bandiera, la cantante e showgirl Elettra Lamborghini, e dover radunare sei persone, con le quali ballare sulle note del singolo Pistolero. La bandiera leopardata viene disattivata per tutta la durata della notte e durante le missioni.

#### Bandiera blu
La bandiera blu, che ha fatto il suo esordio nella sesta puntata della dodicesima edizione, è stato un handicap assegnato dalla coppia vincitrice della prova vantaggio a una avversaria. La bandiera blu, come la bandiera nera, quella avvelenata, quella rossa e quella leopardata, può essere successivamente passata ad altri concorrenti non appena chi la detiene la sventola di fronte agli avversari costringendoli a cambiare il mezzo di trasporto che stava utilizzando in qual momento, con l'handicap aggiuntivo di portare con sè Fru e di dover cercare una casa dove fare la doccia prima di ripartire con la gara. Infine, la coppia che è arrivata con la bandiera al traguardo finale è retrocessa di una posizione. La bandiera blu viene disattivata per tutta la durata della notte e durante le missioni.

#### Football flag
La football flag, che ha fatto il suo esordio nella nona puntata della dodicesima edizione, è stato un handicap assegnato dalla coppia vincitrice della tappa precedente a una avversaria. La football blu, come la bandiera nera, quella avvelenata, quella rossa, quella leopardata e quella blu, può essere successivamente passata ad altri concorrenti non appena chi la detiene la sventola di fronte agli avversari costringendoli a cambiare il mezzo di trasporto che stava utilizzando in qual momento, con l'handicap aggiuntivo di portare con sè Fabio Caressa e di dover radunare undici persone e fare un tunnel sotto le loro gambe. Infine, la coppia che è arrivata con la bandiera al traguardo intermedio è retrocessa di una posizione. La football flag viene disattivata per tutta la durata della notte e durante le missioni.

### Simbiosi
Questa novità, introdotta nella settima edizione, prevede che la coppia vincitrice della tappa possa decidere le due coppie che dovranno viaggiare da quel momento in poi in simbiosi, senza la possibilità di fare azioni rilevanti rispetto alla gara se non sono insieme. Tuttavia, possono procedere separate, comunicando attraverso un telefono analogico, ma devono presentarsi insieme ai fini commerciali 
traguardi e alle sfide.

### Vampirizzazione
È stato un tipo di handicap assegnato nella seconda edizione dalla coppia vincitrice della prova immunità a una avversaria. Durante una missione tutte le coppie tranne quella vampirizzata hanno ricevuto un amuleto mentre ai concorrenti ai quali è stato assegnato l'handicap è stata consegnata una cesta con cinque clessidre della durata di quindici minuti. Per non retrocedere di una posizione una volta giunti al traguardo, i concorrenti vampirizzati hanno dovuto recuperare almeno tre amuleti e in cambio del ciondolo hanno consegnato una clessidra. La coppia alla quale è stato sottratto l'amuleto ha dovuto attendere quindici minuti prima di poter ripartire.

### Passeggero misterioso
Nella quarta e quinta edizione, se la coppia scelta per l'eliminazione si salva, dovrà percorrere la tappa (o parte di essa) con un passeggero, di cui inizialmente il conduttore svela solo il nome, che deve cercare di penalizzare in qualche modo la coppia con cui deve viaggiare, prendendo anche alcune decisioni importanti. Esso inoltre può diventare handicap nella seconda parte della tappa. Un caso particolarmente sui generis si è verificato nella seconda puntata della quarta edizione, in cui il conduttore Costantino della Gherardesca e il Passeggero Misterioso Giancarlo Magalli si sono scambiati i ruoli di conduttore e handicap a metà del secondo episodio; in modo analogo, nell'ottava puntata della quinta stagione, Costantino della Gherardesca ha lasciato condurre la prima parte della puntata a Roberto Giacobbo, che è intervenuto come passeggero misterioso solo a partire dal traguardo intermedio.

### Zavorre
Nella quinta tappa della settima edizione, le ultime due coppie a rischio eliminazione della tappa precedente hanno viaggiato con un passeggero fino al traguardo finale. Nell'ottava tappa della settima edizione la coppia che ha vinto la prova vantaggio ha potuto decidere due coppie alle quali assegnare le "zavorre".

## Edizioni
| Edizione | Sottotitolo              | Conduzione                   | Conduzione                   | Rete televisiva | Rete televisiva | Rete televisiva | Partecipanti | Partecipanti | Periodo           | Periodo          | Puntate | Continente | Nazioni    | Nazioni    | Nazioni    | Nazioni             | Vincitori             | Vincitori            |
| Edizione | Sottotitolo              | Conduzione                   | Conduzione                   | Prima TV        | Prima TV        | Differita       | Coppie       | Viaggiatori  | Inizio            | Fine             | Puntate | Continente | Nazioni    | Nazioni    | Nazioni    | Nazioni             | Vincitori             | Vincitori            |
| -------- | ------------------------ | ---------------------------- | ---------------------------- | --------------- | --------------- | --------------- | ------------ | ------------ | ----------------- | ---------------- | ------- | ---------- | ---------- | ---------- | ---------- | ------------------- | --------------------- | -------------------- |
| 1ª       | Avventura in Oriente     | Emanuele Filiberto di Savoia | Emanuele Filiberto di Savoia | Rai 2           | Rai 2           | RaiPlay         | 11           | 22           | 13 settembre 2012 | 15 novembre 2012 | 10      | Asia       | India      | Nepal      | Nepal      | Cina                | Alessandro Sampaoli   | Debora Villa         |
| 1ª       | Avventura in Oriente     | Emanuele Filiberto di Savoia | Emanuele Filiberto di Savoia | Rai 2           | Rai 2           | RaiPlay         | 11           | 22           | 13 settembre 2012 | 15 novembre 2012 | 10      | Asia       | 7700 km    | 7700 km    | 7700 km    | 7700 km             | Gli attori            | Gli attori           |
| 2ª       | Obiettivo Bangkok        | Costantino della Gherardesca | Costantino della Gherardesca | Rai 2           | Rai 2           | RaiPlay         | 10           | 19           | 8 settembre 2013  | 4 novembre 2013  | 10      | Asia       | Vietnam    | Cambogia   | Laos       | Thailandia          | Massimiliano Rosolino | Marco Maddaloni      |
| 2ª       | Obiettivo Bangkok        | Costantino della Gherardesca | Costantino della Gherardesca | Rai 2           | Rai 2           | RaiPlay         | 10           | 19           | 8 settembre 2013  | 4 novembre 2013  | 10      | Asia       | 8000 km    | 8000 km    | 8000 km    | 8000 km             | Gli sportivi          | Gli sportivi         |
| 3ª       | Ai confini dell'Asia     | Costantino della Gherardesca | Costantino della Gherardesca | Rai 2           | Rai 2           | RaiPlay         | 10           | 20           | 7 settembre 2014  | 3 novembre 2014  | 10      | Asia       | Birmania   | Malaysia   | Singapore  | Indonesia           | Stefano Corti         | Alessandro Onnis     |
| 3ª       | Ai confini dell'Asia     | Costantino della Gherardesca | Costantino della Gherardesca | Rai 2           | Rai 2           | RaiPlay         | 10           | 20           | 7 settembre 2014  | 3 novembre 2014  | 10      | Asia       | 8000 km    | 8000 km    | 8000 km    | 8000 km             | I coinquilini         | I coinquilini        |
| 4ª       | Il nuovo mondo           | Costantino della Gherardesca | Costantino della Gherardesca | Rai 2           | Rai 2           | RaiPlay         | 10           | 19           | 7 settembre 2015  | 2 novembre 2015  | 10      | America    | Ecuador    | Perù       | Perù       | Brasile             | Antonio Andrea Pinna  | Roberto Bertolini    |
| 4ª       | Il nuovo mondo           | Costantino della Gherardesca | Costantino della Gherardesca | Rai 2           | Rai 2           | RaiPlay         | 10           | 19           | 7 settembre 2015  | 2 novembre 2015  | 10      | America    | 8000 km    | 8000 km    | 8000 km    | 8000 km             | Gli antipodi          | Gli antipodi         |
| 5ª       | Le civiltà perdute       | Costantino della Gherardesca | Costantino della Gherardesca | Rai 2           | Rai 2           | RaiPlay         | 8            | 16           | 12 settembre 2016 | 14 novembre 2016 | 10      | America    | Colombia   | Guatemala  | Guatemala  | Messico             | Alessio Stigliano     | Alessandro Tenace    |
| 5ª       | Le civiltà perdute       | Costantino della Gherardesca | Costantino della Gherardesca | Rai 2           | Rai 2           | RaiPlay         | 8            | 16           | 12 settembre 2016 | 14 novembre 2016 | 10      | America    | 7000 km    | 7000 km    | 7000 km    | 7000 km             | I socialisti          | I socialisti         |
| 6ª       | Verso il Sol Levante     | Costantino della Gherardesca | Costantino della Gherardesca | Rai 2           | Rai 2           | RaiPlay         | 9            | 18           | 13 settembre 2017 | 8 novembre 2017  | 10      | Asia       | Filippine  | Taiwan     | Taiwan     | Giappone            | Valentina Pegorer     | Ema Stokholma        |
| 6ª       | Verso il Sol Levante     | Costantino della Gherardesca | Costantino della Gherardesca | Rai 2           | Rai 2           | RaiPlay         | 9            | 18           | 13 settembre 2017 | 8 novembre 2017  | 10      | Asia       | 6000 km    | 6000 km    | 6000 km    | 6000 km             | Le clubber            | Le clubber           |
| 7ª       | Avventura in Africa      | Costantino della Gherardesca | Costantino della Gherardesca | Rai 2           | Rai 2           | RaiPlay         | 11           | 20           | 20 settembre 2018 | 22 novembre 2018 | 10      | Africa     | Marocco    | Tanzania   | Tanzania   | Sudafrica           | Maria Teresa Ruta     | Patrizia Rossetti    |
| 7ª       | Avventura in Africa      | Costantino della Gherardesca | Costantino della Gherardesca | Rai 2           | Rai 2           | RaiPlay         | 11           | 20           | 20 settembre 2018 | 22 novembre 2018 | 10      | Africa     | 15000 km   | 15000 km   | 15000 km   | 15000 km            | Le signore della TV   | Le signore della TV  |
| 8ª       | Le stagioni dell'Oriente | Costantino della Gherardesca | Costantino della Gherardesca | Rai 2           | Rai 2           | RaiPlay         | 11           | 20           | 11 febbraio 2020  | 14 aprile 2020   | 10      | Asia       | Thailandia | Cina       | Cina       | Corea del Sud       | Nicole Rossi          | Jennifer Poni        |
| 8ª       | Le stagioni dell'Oriente | Costantino della Gherardesca | Costantino della Gherardesca | Rai 2           | Rai 2           | RaiPlay         | 11           | 20           | 11 febbraio 2020  | 14 aprile 2020   | 10      | Asia       | 7000 km    | 7000 km    | 7000 km    | 7000 km             | Le collegiali         | Le collegiali        |
| 9ª       | La rotta dei sultani     | Costantino della Gherardesca | Enzo Miccio                  | Sky Uno         | Now             | TV8             | 10           | 20           | 10 marzo 2022     | 12 maggio 2022   | 10      | Asia       | Turchia    | Uzbekistan | Giordania  | Emirati Arabi Uniti | Victoria Cabello      | Paride Vitale        |
| 9ª       | La rotta dei sultani     | Costantino della Gherardesca | Enzo Miccio                  | Sky Uno         | Now             | TV8             | 10           | 20           | 10 marzo 2022     | 12 maggio 2022   | 10      | Asia       | 11000 km   | 11000 km   | 11000 km   | 11000 km            | I pazzeschi           | I pazzeschi          |
| 10ª      | La via delle Indie       | Costantino della Gherardesca | Enzo Miccio                  | Sky Uno         | Now             | TV8             | 9            | 18           | 9 marzo 2023      | 11 maggio 2023   | 10      | Asia       | India      | Malaysia   | Malaysia   | Cambogia            | Joe Bastianich        | Andrea Belfiore      |
| 10ª      | La via delle Indie       | Costantino della Gherardesca | Enzo Miccio                  | Sky Uno         | Now             | TV8             | 9            | 18           | 9 marzo 2023      | 11 maggio 2023   | 10      | Asia       | 9270 km    | 9270 km    | 9270 km    | 9270 km             | Gli italoamericani    | Gli italoamericani   |
| 11ª      | La rotta del dragone     | Costantino della Gherardesca | Gianluca "Fru" Colucci       | Sky Uno         | Now             | TV8             | 9            | 18           | 7 marzo 2024      | 9 maggio 2024    | 10      | Asia       | Vietnam    | Laos       | Laos       | Sri Lanka           | Damiano Carrara       | Massimiliano Carrara |
| 11ª      | La rotta del dragone     | Costantino della Gherardesca | Gianluca "Fru" Colucci       | Sky Uno         | Now             | TV8             | 9            | 18           | 7 marzo 2024      | 9 maggio 2024    | 10      | Asia       | 5915 km    | 5915 km    | 5915 km    | 5915 km             | I pasticcieri         | I pasticcieri        |
| 12ª      | Fino al tetto del mondo  | Costantino della Gherardesca | Gianluca "Fru" Colucci       | Sky Uno         | Now             | TV8             | 9            | 18           | 6 marzo 2025      | 8 maggio 2025    | 10      | Asia       | Filippine  | Thailandia | Thailandia | Nepal               | Jury Chechi           | Antonio Rossi        |
| 12ª      | Fino al tetto del mondo  | Costantino della Gherardesca | Gianluca "Fru" Colucci       | Sky Uno         | Now             | TV8             | 9            | 18           | 6 marzo 2025      | 8 maggio 2025    | 10      | Asia       | 6061 km    | 6061 km    | 6061 km    | 6061 km             | I medagliati          | I medagliati         |

## Storia del programma

### Prima edizione:Pechino Express - Avventura in Oriente(2012)
La prima edizione di Pechino Express, sottotitolata Avventura in Oriente, è stata condotta da Emanuele Filiberto di Savoia ed è stata trasmessa su Rai 2 dal 13 settembre al 15 novembre 2012, per un totale di dieci puntate. Il percorso di gara ha avuto inizio in India, nella città di Haridwar, e ha attraversato altri due paesi asiatici (il Nepal e la Cina). L'edizione è stata vinta dalla coppia de Gli attori, composta da Alessandro Sampaoli e Debora Villa.

### Seconda edizione:Pechino Express 2 - Obiettivo Bangkok(2013)
La seconda edizione di Pechino Express, sottotitolata Obiettivo Bangkok, è stata condotta da Costantino della Gherardesca, terzo classificato nella prima edizione del programma insieme a Barù, ed è stata trasmessa su Rai 2 dal 9 settembre al 4 novembre 2013, per un totale di dieci puntate. Il percorso di gara ha avuto inizio in Vietnam, nella città di Hanoi, e ha attraversato altri tre paesi del Sud-est asiatico (la Cambogia, il Laos e la Thailandia). L'edizione è stata vinta dalla coppia de Gli sportivi, composta da Massimiliano Rosolino e Marco Maddaloni.

### Terza edizione:Pechino Express 3 - Ai confini dell'Asia(2014)
La terza edizione di Pechino Express, sottotitolata Ai confini dell'Asia, è stata nuovamente condotta da Costantino della Gherardesca ed è stata trasmessa su Rai 2 dal 7 settembre al 2 novembre 2014, per un totale di dieci puntate. Il percorso di gara ha avuto inizio in Myanmar (Birmania), nella città di Mandalay, e ha attraversato altri tre paesi del Sud-est asiatico (la Malaysia, Singapore e l'Indonesia). L'edizione è stata vinta dalla coppia de I coinquilini, composta da Stefano Corti e Alessandro Onnis.

### Quarta edizione:Pechino Express 4 - Il nuovo mondo(2015)
La quarta edizione di Pechino Express, sottotitolata Il nuovo mondo, è stata condotta da Costantino della Gherardesca ed è stata trasmessa su Rai 2 dal 7 settembre al 2 novembre 2015, per un totale di dieci puntate. La location del programma fu spostata in Sud America; il percorso di gara, infatti, ha avuto inizio in Ecuador, nella città di Quito, e ha attraversato il Perù e il Brasile. L'edizione è stata vinta dalla coppia de Gli antipodi, composta da Antonio Andrea Pinna e Roberto Bertolini.

### Quinta edizione:Pechino Express 5 - Le civiltà perdute(2016)
La quinta edizione di Pechino Express, sottotitolata Le civiltà perdute, è stata condotta da Costantino della Gherardesca ed è stata trasmessa su Rai 2 dal 12 settembre al 14 novembre 2016, per un totale di dieci puntate. Il percorso di gara ha avuto inizio in Colombia, nella città di Bogotà, e ha attraversato altri due paesi del Centro America (il Guatemala e il Messico). L'edizione è stata vinta dalla coppia de I socialisti, composta da Alessio Stigliano e Alessandro Tenace (duo noto come theShow).

### Sesta edizione:Pechino Express 6 - Verso il Sol Levante(2017)
La sesta edizione di Pechino Express, sottotitolata Verso il Sol Levante, è stata condotta da Costantino della Gherardesca ed è andata in onda su Rai 2 dal 13 settembre all'8 novembre 2017, per un totale di 10 puntate. Il programma di gara si è svolto in Asia, dopo 2 edizioni in America e le nazioni protagoniste di questa edizione sono state tre: le Filippine, Taiwan e il Giappone. La gara è incominciata a Padre Burgos e si è conclusa a Tokyo. L'edizione è stata vinta dalla coppia de Le Clubber, composta da Valentina Pegorer ed Ema Stokholma.

### Settima edizione:Pechino Express 7 - Avventura in Africa(2018)
La settima edizione di Pechino Express, sottotitolata Avventura in Africa, è stata condotta da Costantino della Gherardesca ed è andata in onda su Rai 2 dal 20 settembre al 22 novembre 2018, per un totale di 10 puntate. La location del programma si sposta in un nuovo continente, l'Africa. Il percorso di gara è incominciato in Marocco nella città di Tangeri e ha attraversato altri due paesi, la Tanzania e il Sudafrica. L'edizione è stata vinta dalla coppia de Le signore della TV composta da Patrizia Rossetti e Maria Teresa Ruta.

### Ottava edizione:Pechino Express 8 - Le stagioni dell'Oriente(2020)
L'ottava edizione di Pechino Express, sottotitolata Le stagioni dell'Oriente, è stata condotta da Costantino della Gherardesca ed è andata in onda su Rai 2 dall'11 febbraio al 14 aprile 2020, per un totale di 10 puntate. La location è, per la quinta volta, in Asia. Il percorso di gara è incominciato in Thailandia ed attraversa altri due Paesi, la Cina e la Corea del Sud. Come riportato nell'avviso a inizio di ogni puntata, la registrazione è avvenuta prima della pandemia di COVID-19. L'edizione è stata vinta dalla coppia de Le collegiali composta da Nicole Rossi e Jennifer Poni.

### Nona edizione:Pechino Express 9 - La rotta dei sultani(2022)
La nona edizione, sottotitolata La rotta dei sultani, è stata condotta da Costantino Della Gherardesca e Enzo Miccio, ed è andata in onda su Sky Uno dal 10 marzo al 12 maggio 2022, per un totale di 10 puntate. La location è, per la sesta volta, in Asia. Il percorso di gara è cominciato in Turchia e ha attraversato altri tre Paesi, l'Uzbekistan, la Giordania e gli Emirati Arabi Uniti. L'edizione è stata vinta dalla coppia de I Pazzeschi composta da Victoria Cabello e Paride Vitale.

### Decima edizione:Pechino Express 10 - La via delle indie(2023)
La decima edizione, sottotitolata La via delle indie, è stata condotta da Costantino Della Gherardesca e Enzo Miccio, ed è andata in onda su Sky Uno dal 9 marzo al 11 maggio 2023, per un totale di 10 puntate. La location è, per la settima volta, in Asia. Il percorso di gara è cominciato in India e ha attraversato altri due Paesi, la Malaysia e la Cambogia. L'edizione è stata vinta dalla coppia de Gli italoamericani composta da Joe Bastianich e Andrea Belfiore.

### Undicesima edizione:Pechino Express 11 - La rotta del Dragone(2024)
L'undicesima edizione, sottotitolata La rotta del Dragone, è condotta da Costantino Della Gherardesca e Gianluca "Fru" Colucci, e va in onda su Sky Uno dal 7 marzo al 9 maggio 2024, per un totale di 10 puntate. La location è, per l'ottava volta, in Asia. Il percorso di gara è cominciato in Vietnam e ha attraversato altri due Paesi, il Laos e lo Sri Lanka. L'edizione è stata vinta dalla coppia de I pasticcieri composta da Damiano e Massimiliano Carrara.

### Dodicesima edizione:Pechino Express 12 - Fino al tetto del mondo(2025)
La dodicesima edizione, sottotitolata Fino al tetto del mondo, è condotta da Costantino Della Gherardesca e Gianluca "Fru" Colucci, ed è andata in onda su Sky Uno dal 6 marzo all'8 maggio 2025, per un totale di 10 puntate. La location è, per la nona volta, in Asia e i concorrenti hanno affrontato tre paesi: le Filippine, la Thailandia e il Nepal. L'edizione è stata vinta dalla coppia de I medagliati composta da Jury Chechi e Antonio Rossi.

## Audience
| Edizione | Anno | Rete televisiva | Rete televisiva | Stagione          | Programmazione | Programmazione | Programmazione | Programmazione | Programmazione | Programmazione | Programmazione | Telespettatori | Share     | Première       | Première | Première | Finale         | Finale | Finale |
| Edizione | Anno | Rete televisiva | Rete televisiva | Stagione          | L              | M              | M              | G              | V              | S              | D              | Telespettatori | Share     | Telespettatori | Share    | Fonte    | Telespettatori | Share  | Fonte  |
| -------- | ---- | --------------- | --------------- | ----------------- | -------------- | -------------- | -------------- | -------------- | -------------- | -------------- | -------------- | -------------- | --------- | -------------- | -------- | -------- | -------------- | ------ | ------ |
| 1ª       | 2012 | Rai 2           | Rai 2           | estate-autunno    |                |                |                |                |                |                |                | 2 039 000      | 7,81%     | 1 699 000      | 6,88%    | [ 10 ]   | 2 418 000      | 9,12%  | [ 11 ] |
| 2ª       | 2013 | Rai 2           | Rai 2           | estate-autunno    |                |                |                |                | 1 955 000      | 7,92%          | 1 922 000      | 9,44%          | [ 12 ]    | 2 466 000      | 9,66%    | [ 13 ]   |                |        |        |
| 3ª       | 2014 | Rai 2           | Rai 2           | estate-autunno    |                | 2 214 500      | 9,20%          | 1 876 000      | 9,57%          | [ 14 ]         | 2 470 000      | 9,86%          | [ 15 ]    |                |          |          |                |        |        |
| 4ª       | 2015 | Rai 2           | Rai 2           | estate-autunno    |                |                | 2 338 000      | 9,87%          | 2 316 000      | 10,49%         | [ 16 ]         | 2 501 000      | 10,21%    | [ 17 ]         |          |          |                |        |        |
| 5ª       | 2016 | Rai 2           | Rai 2           | estate-autunno    |                | 2 086 500      | 9,00%          | 2 826 000      | 13,04%         | [ 18 ]         | 2 057 000      | 8,35%          | [ 19 ]    |                |          |          |                |        |        |
| 6ª       | 2017 | Rai 2           | Rai 2           | estate-autunno    |                |                |                | 1 831 000      | 8,04%          | 1 895 000      | 8,80%          | [ 20 ]         | 1 948 000 | 8,10%          | [ 21 ]   |          |                |        |        |
| 7ª       | 2018 | Rai 2           | Rai 2           | estate-autunno    |                |                |                | 1 552 300      | 7,37%          | 1 911 000      | 9,92%          | [ 22 ]         | 1 331 000 | 6,30%          | [ 23 ]   |          |                |        |        |
| 8ª       | 2020 | Rai 2           | Rai 2           | inverno-primavera |                |                | 2 387 500      | 9,64%          | 1 936 000      | 9,19%          | [ 24 ]         | 3 045 000      | 11,50%    | [ 25 ]         |          |          |                |        |        |
| 9ª       | 2022 | Sky Uno         | Now             | inverno-primavera |                |                | 419 300        | 1,54%          | 433 000        | 1,40%          | [ 26 ]         | 474 000        | 2,00%     | [ 27 ]         |          |          |                |        |        |
| 10ª      | 2023 | Sky Uno         | Now             | inverno-primavera | 446 400        | 1,92%          | 429 000        | 1,80%          | [ 28 ]         | 531 000        | 2,30%          | [ 29 ]         |           |                |          |          |                |        |        |
| 11ª      | 2024 | Sky Uno         | Now             | inverno-primavera | 512 000        | 2,30%          | 495 000        | 2,00%          | [ 30 ]         | 530 000        | 2,40%          | [ 31 ]         |           |                |          |          |                |        |        |
| 12ª      | 2025 | Sky Uno         | Now             | inverno-primavera | 488 000        | 2,20%          | 518 000        | 2,30%          | [ 32 ]         | 568 000        | 2,70%          | [ 33 ]         |           |                |          |          |                |        |        |

## Spin-off
Pechino Addicted
Nel 2016, parallelamente alla quinta edizione di Pechino Express, Rai 4 propose uno spin-off del programma, dal titolo Pechino Addicted. Protagonista del programma la coppia de Gli antipodi (Antonio Andrea Pinna e Roberto Bertolini), vincitori della quarta edizione, che approfondivano i luoghi toccati dalla gara.
Bangkok Addicted
Dal 22 maggio 2017, sempre su Rai 4 andò in onda una nuova edizione dello spin-off condotto sempre dalla coppia degli "Antipodi", che questa volta esplorarono la Thailandia.

## Puntate speciali
Achille Lauro Express
Il 25 febbraio 2020, al termine della terza puntata, andò in onda uno speciale dedicato al cantante Achille Lauro, dove fu ripercorsa la sua avventura come concorrente del programma insieme all'amico produttore Boss Doms.
Pechino Express - Ufficio Visti
Il 23 febbraio 2024, è andata in onda su Sky Uno una puntata speciale dedicata all'undicesima edizione del programma, che sarebbe iniziata il 7 marzo. In questa puntata, i due conduttori Costantino Della Gherardesca e Gianluca Coluzzi, in arte Fru, accolgono i concorrenti della nuova edizione presso l'ufficio visti, luogo in cui verificano le credenziali per la partenza e scoprono le mete del viaggio.
Pechino Express - Dal Gran Visir
Il 21 febbraio 2025, è andata in onda su Sky Uno una puntata speciale in cui le nuove coppie della dodicesima edizione del programma scoprono la rotta della nuova edizione, e tutto ciò che li aspetterà, attraverso la lettura dei tarocchi da parte del Gran Visir Costantino.

## Pechino Express nel mondo
Attualmente in onda
     Edizione in arrivo
     Non più in onda/nessuna informazione
| Paese                                 | Nome                                                                                  | Presentatore | Percorso | Paesi visitati                                                                                                  | Canale                                                               |
| ------------------------------------- | ------------------------------------------------------------------------------------- | --- | --- | --- | -------------------------------------------------------------------- |
| Paesi Bassi Belgio (Fiandre)          | Peking Express                                                                        | Ernst-Paul Hasselbach e Roos Van Acker (2004) Art Rooijakkers e Roos Van Acker (2005-2008) Sol Wortelboer (2012) Sean Dhondt e Rik van de Westelaken (2017)                                                                         | 2004: Mosca - Pechino 2005: Pechino - Mumbai 2006: Rach Gia - Lhasa 2006: Gangotri - Kochi 2007: Rio de Janeiro - Lima 2008: Città del Messico - Caracas 2012: Seul - Manila 2017: Ha Noi - Angkor Wat | 2004: 2005: 2006: 2007: 2008: 2012: 2017:                                                                       | NET 5 (2004-2017) VT4 (2004-2008) Q2 (2017)                          |
| Francia Belgio (Vallonia) Lussemburgo | Pékin Express                                                                         | Stéphane Rotenberg | 2006: Parigi - Pskov - Pechino 2007: Pechino - Mumbai 2008: Rio de Janeiro - Lima 2009: Baia di Ha Long - Bali 2010: Equatore - Ushuaia 2010: Gangotri - Pondicherry 2011: Il Cairo - Città del Capo 2012: Seul - Sydney 2013: L'Avana - Miami 2014: Man Lwae - Colombo 2018: Kuching - Tokio 2019: lago Atitlán - Bogotà 2020: Mosca - Pechino 2021: Entebbe - Istanbul 2022: Songköl - Dubai 2022: Negombo - Colombo 2023: Lago Titicaca - Rio de Janeiro 2024: Bali - Hanoi 2024: Agra - Delhi 2025: Kilimangiaro - Johannesburg 2025: Shymkent - Astana 2026: TBA - TBA | 2006: 2007: 2008: 2009: 2010: 2011: 2012: 2013: 2014: 2018: 2019: 2020: 2021: 2022: 2023: 2024: 2025: 2026: TBA | M6 RTL Plug (2006-2012) RTL-TVI (2013-2020) RTL Club (dal 2021)      |
| Germania                              | Peking Express (2005) Star Race (2012)                                                | Patrice Bouédibéla (2005) Roberta Brandao (2012) | 2005: Mosca - Pechino 2012: Bolinao - Manila | 2005: 2012: | RTL                                                                  |
| Danimarca Svezia Norvegia             | Peking Express                                                                        | Thomas Mygind Martin Björk Synnøve Skarbø | 2007: Mosca - Pechino | 2007: | Kanal 5 Kanal 5 TVNorge                                              |
| Spagna                                | Pekín Express                                                                         | Paula Vázquez (2008) Raquel Sánchez Silva (2009-2010) Jesús Vázquez (2011) Cristina Pedroche (2015-2016) Miguel Ángel Muñoz (dal 2024)                                                                                              | 2008: Madrid - Pskov - Pechino 2009: Pechino - Mumbai 2010: Hanoi - Bali 2011: Rift Valley - Città del Capo 2015: Mandalay - Singapore 2016: Anurādhapura - Bombay 2024: Baia di Ha Long - Angkor | 2008: 2009: 2010: 2011: 2015: 2016: 2024:                                                                       | Cuatro (2008-2011) Antena 3 (2015) laSexta (2016) HBO Max (dal 2024) |
| Marocco                               | Dakar-Fès Express (2011) Manado Express (2012)                                        | Hicham Mesrar | 2011: Dakar - Fès 2012: Wori - Manado | 2011: 2012: | 2M                                                                   |
| Portogallo                            | A Grande Aventura                                                                     | Fernanda Serrano | 2012: Manado Tua - Manado | 2012: | TVI                                                                  |
| Belgio (Vallonia)                     | Pékin Express                                                                         | Michel De Maegd | 2012: Wori - Manado | 2012: | RTL                                                                  |
| Italia                                | Pechino Express                                                                       | Emanuele Filiberto di Savoia (2012) Costantino della Gherardesca (2013-2020) Costantino della Gherardesca ed Enzo Miccio (2022-2023) Costantino della Gherardesca e Gianluca "Fru" Colucci (dal 2024)                               | 2012: Haridwar - Pechino 2013: Hanoi - Bangkok 2014: Mandalay - Bali 2015: Quito - Rio de Janeiro 2016: Bogotà - Città del Messico 2017: Padre Burgos - Tokio 2018: Tangeri - Città del Capo 2020: Ko Phra Thong - Seul 2022: Uçhisar - Dubai 2023: Mumbai - Angkor 2024: Tam Cốc - Sigiriya 2025: El Nido - Katmandu | 2012: 2013: 2014: 2015: 2016: 2017: 2018: 2020: 2022: 2023: 2024: 2025:                                         | Rai 2 (2012-2020) Sky Uno (dal 2022) Now (dal 2022)                  |
| Messico                               | Abandonados Asia                                                                      | Paola Núñez | 2016: Hanoi - Bangkok 2024: Chiang Rai - Kuala Lumpur | 2016: 2024: | Azteca 7 (2016 Azteca Uno (dal 2024)                                 |
| Colombia                              | Asia Express                                                                          | Iván Lalinde | 2016: Hanoi - Bangkok | 2016: | Caracol Televisión                                                   |
| Polonia                               | Azja Express (2016-2017, 2023-2024) Ameryka Express (2018-2020) Afryka Express (2025) | Agnieszka Woźniak-Starak (2016-2018) Daria Ładocha (2020-2024) Izabella Krzan (dal 2025) | 2016: Hanoi - Bangkok 2017: Sigiriya - Mumbai 2018: Quito - Cusco 2020: Antigua - Cartagena de Indias 2023: Istanbul - Tashkent 2024: Lucena - Taipei 2025: Kilimangiaro - Nairobi | 2016: 2017: 2018: 2020: 2023: 2024: 2025:                                                                       | TVN                                                                  |
| Ungheria                              | Ázsia Expressz                                                                        | Nóra Ördög | 2017: Hải Dương - Bangkok 2019: Negombo - Chiang Mai 2022: Aqaba - Samarcanda 2023: Santiago de Querétaro - Antigua Guatemala 2024: Lucena - Taipei 2025: George Town - Bali | 2017: 2019: 2022: 2023: 2024: 2025:                                                                             | TV2                                                                  |
| Romania                               | Asia Express (2018-2021, 2024-2025) America Express (2023)                            | Gina Pistol e Marius Damian (2018) Gina Pistol, Liviu Vârciu e Andrei Ștefănescu (2019) Gina Pistol, Marius Damian e Ionuț Dongo (2020) Irina Fodor, Ionuț Dongo e Marius Damian (2021-2023) Irina Fodor e Marius Damian (dal 2023) | 2018: Hạ Long - Bangkok 2019: Negombo - Mumbai 2020: Lucena - Taipei 2021: Edirne - Gerusalemme 2023: Santiago de Querétaro - Cartagena de Indias 2023: Medellín - Buenos Aires 2024: Chiang Rai - Bali 2025: Legazpi - Seul | 2018: 2019: 2020: 2021: 2023: 2024: 2025:                                                                       | Antena 1                                                             |
| Grecia                                | Asia Express                                                                          | Petros Polychronidis e Genevieve Majari | 2022: Siem Reap - Bangkok | 2022: | Star Channel                                                         |
| Israele                               | פקין אקספרס                                                                           | Oz Zehavi | 2024: Siem Reap - Bangkok | 2024: | Channel 13                                                           |
| Repubblica Ceca                       | TBA                                                                                   | TBA | 2026: TBA - TBA | 2026: TBA | Prima                                                                |

## Premi e riconoscimenti
- 2015: Premio Regia Televisiva (categoria Top Ten)
- 2022: Bubino d'Oro come Miglior reality[37]
- 2023: Bubino d'Oro come Miglior reality[38]